# Zaglyptus simonis
Zaglyptus simonis är en stekelart som först beskrevs av Marshall 1892.  Zaglyptus simonis ingår i släktet Zaglyptus och familjen brokparasitsteklar. Inga underarter finns listade i Catalogue of Life.